# Reggie Mixes In
Reggie Mixes In, também conhecido como Facing The Music, é um filme mudo de ação e comédia dramática produzido nos Estados Unidos, dirigido por Christy Cabanne e lançado em 1916.

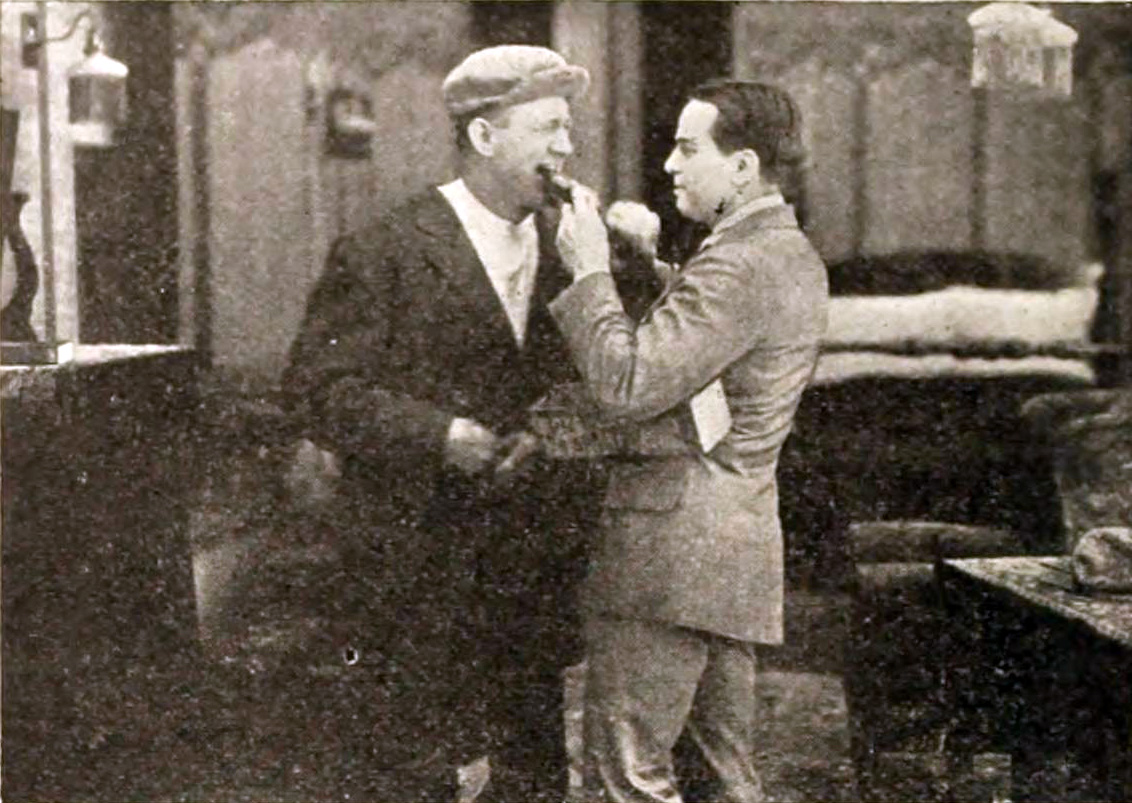
Uma cena do filme